# Тимченки (Полтавський район)
Тимченки́ —  село в Україні, у Зіньківській міській громаді Полтавського району Полтавської області. Населення становить 26 осіб. До 2020 орган місцевого самоврядування — Пишненківська сільська рада.

## Географія
Село Тимченки знаходиться на відстані 0,5 км від села Княжева Слобода та за 1,5 км від села Саранчівка. По селу протікає сильно заболочений струмок.

## Населення

### Мова
Розподіл населення за рідною мовою за даними перепису 2001 року:
| Мова       | Кількість | Відсоток |
| ---------- | --------- | -------- |
| українська | 25        | 96.15%   |
| російська  | 1         | 3.85%    |
| Усього     | 26        | 100%     |

## Історія
12 червня 2020 року, відповідно до розпорядження Кабінету Міністрів України № 721-р «Про визначення адміністративних центрів та затвердження територій територіальних громад Полтавської області», село увійшло до складу Зіньківської міської громади.
19 липня 2020 року, в результаті адміністративно - територіальної реформи та ліквідації Зіньківського району, село увійшло до складу новоутвореного Полтавського району Полтавської області.